# Ruby Stokes
Ruby May Stokes (Hackney, 4 settembre 2000) è un'attrice britannica.

## Biografia
Ruby Stokes è nata ad Hackney, un borgo di Londra, il 4 settembre 2000. Ha due fratelli minori Clement e Seth che sono apparsi nella serie televisiva Angela Black. Ha frequentato la BRIT School e il Young Actors Theatre Islington. In seguito è divenuta membro del London Youth Circus, parte del National Centre for Circus Arts.

### Carriera
Ha iniziato la sua carriera come attrice da bambina con alcuni piccoli ruoli televisivi prima di fare il suo debutto cinematografico nel 2016 con il film drammatico Una, in una versione giovane del personaggio di Rooney Mara. Nel 2019 compare nella pellicola Rocks di Sarah Gavron. L'anno seguente interpreta Francesca, nella serie drammatica in costume di Netflix Bridgerton, ruolo che ha in seguito abbandonato per conflitti di programmazione.
Nel 2021 presta la sua voce al personaggio di Kitty nel film d'animazione Anna Frank e il diario segreto, ed interpreta Isabelle nella pellicola horror A Banquet. Nel 2023 è la protagonista Lucy Carlyle nella serie fantasy di Netflix Lockwood & Co.. Nello stesso anno recita con Samantha Morton nella miniserie televisiva The Burning Girls, tratta dall'omonimo romanzo.

## Filmografia

### Attrice

#### Cinema
- Una, regia di Benedict Andrews (2016)
- Rocks, regia di Sarah Gavron (2019)
- A Banquet, regia di Ruth Paxton (2021)

#### Televisione
- Just William – serie TV, 1 episodio (2010)
- Not Going Out – serie TV, 1 episodio (2011)
- Da Vinci's Demons – serie TV, 2 episodi (2014)
- Shortflix – miniserie TV, 1 episodio (2018)
- Bridgerton – serie TV, 5 episodi (2020-2022)
- Lockwood & Co. – serie TV, 8 episodi (2023)
- The Burning Girls, regia di Charles Martin e Kieron Hawkes – miniserie TV (2023)

#### Cortometraggi
- The Price of Time, regia di Cai Tinsley (2018)
- White Girl, regia di Nadia Latif (2019)
- It's Going to Be Okay, regia di Mykea Perry (2020)
- Shagbands, regia di Luna Carmoon (2020)

### Doppiatrice
- Anna Frank e il diario segreto, regia di  Ari Folman (2021)
- As Dusk Falls – videogioco (2022)

## Doppiatrici italiane
Nelle versioni in italiano delle opere in cui ha recitato, Ruby Stokes è stata doppiata da:
- Luisa D'Aprile in Lockwood & Co., The Burning Girls

Da doppiatrice è sostituita da:
- Alice Venditti in Anna Frank e il diario segreto
- Alice Bongiorni in As Dusk Falls[9]